# El primer gol del pueblo chileno
El primer gol del pueblo chileno (soit « le premier but du peuple chilien ») est une peinture murale créée par le peintre chilien Roberto Matta en 1971 aux côtés de la Brigade Ramona Parra, membre du Parti Communiste du Chili. Actuellement, elle se trouve au Centre Culturel Espace Matta, dans la commune de La Granja. En 2015, elle a été déclarée Monument National par le Conseil des Monuments Nationaux (CMN).

## Histoire
La peinture murale a été créée par Roberto Matta avec la Brigade Ramona Parra, et a seulement été exposée pendant trois ans. L'œuvre mesure 24 mètres de long et 5 mètres de large et comprend 14 couches de peinture, jusqu'à sa restauration en 2005 par la Corporation Culturelle de La Granja où se trouvait le peintre chilien Jaime Poblete.
Elle fut réalisée sur la façade de la piscine publique de La Granja, au sud de Santiago, en mémoire du premier anniversaire du gouvernement de Salvador Allende, avec lequel Matta sympathisa. En 1971, Roberto Matta voyage en Europe pour montrer son soutien au gouvernement de l'Unité Populaire. 
La peinture murale a été terminée le 25 novembre 1971.

### Après le coup d'État militaire
Le 11 septembre 1973, l'Amiral de l'Armée du Chili José Toribio Merino commence un putsch en Chili, rejoint par les grands commandants de l'Armée du Chili, le Général Augusto Pinochet, de la Force Aérienne du Chili, le Commandant en Chef Gustavo Leigh, et des Carabineros du Chili, le Général Directeur César Mendoza. Ce putsch met un terme au gouvernement socialiste de Salvador Allende et installe une dictature militaire. Une des principales actions de la Junte Militaire a été la destruction d'éléments faisant allusion à la gauche, que ce soit en peinture, en musique et chansons, outre l'exil, la poursuite ou l'assassinat de personnes considérées comme ennemies du Gouvernement de facto ; comme le musicien Víctor Jara, exécuté le 16 septembre 1973. La peinture murale de Matta ne fit pas exception et fut recouverte de plusieurs couches de peinture, provoquant des dommages irréversibles. Le régime s'est chargé de la faire tomber dans l'oubli.

### Redécouverte
Le 1 avril 2005, le maire de La Granja, Claudio Arriagada, a invité le restaurateur Francisco González Lineros pour évaluer la faisabilité de la restauration de la peinture murale. Moyennant des analyses scientifiques, González a pu démontrer la possibilité certaine de restauration de cette partie du patrimoine artistique et historique. Le conseil municipal a alors approuvé la création d'une subvention municipale pour en permettre la restauration par l'intermédiaire de la Corporation Culturelle de La Granja. Le Gouvernement Régional Métropolitain de Santiago a approuvé un projet pour compléter le travail de restauration de la Peinture murale.
La recherche comprenait d'anciens membres de la BRP, des amis de Matta, des artistes de l'époque, ainsi que Manuel Ureta, qui avait reçu l'ordre de cacher la peinture murale. La peinture murale a été présentée publiquement par le maire Arriagada le 13 septembre 2008 devant plus de 2 500 personnes, parmi lesquelles le grand sculpteur Sergio Castillo. 
Le 13 novembre 2008, la chaîne publique chilienne TVN a diffusé le film Le Dernier But de Matta, qui détaillait l'histoire de la restauration de la peinture murale. Il fut diffusé pour le programme culturel appelé La Culture distrayante après trois ans de recherche, dirigé par la journaliste et directrice du programme Mónica Rincón. En plus de montrer les moments de restauration de la peinture murale, il analyse son histoire depuis la période d'Augusto Pinochet jusqu'au jour où la peinture fut exposée au public, mettant l'accent sur les icônes et les images que voulait représenter le peintre chilien.

## Centre Culturel Espace Matta
En 2008, la consultante Atelier s'est vu attribuer le développement du projet Centre Culturel Espace Matta dans les environs immédiats de la peinture murale Le Premier But du peuple chilien. La proposition architecturale vise à mettre en valeur le bien patrimonial. De cette façon, l'activité créative, d'exposition et de représentation du Centre Culturel se voit accompagnée à chaque instant de la mémoire et de la valeur historique que transmet la peinture murale. Le projet lancé en 2009, débute en 2010 en générant pour le secteur sud de la ville de Santiago.

## Monument National
Le 10 avril 2015, par l'arrêté 124, le Conseil des Monuments Nationaux (CMN) dépendant du ministère de l'Éducation a déclaré la peinture murale Monument National du Chili. La déclaration a été faite un an après que la commune a postulé à ce titre. Elle s'ajoute ainsi aux 17 peintures murales nationales déclarées Monument National.